# Hallo Twen
Hallo Twen war eine Hörfunksendung im Saarländischen Rundfunk, die von Manfred Sexauer moderiert wurde.

## Hintergrund
Europawelle Saar (heute SR 1 Europawelle oder einfach SR 1) startete sein Programm am 2. Januar 1964. Es handelte sich zu Beginn um einen Sender, der vor allem Unterhaltungsmusik spielte. Das Programm konzentrierte sich auf Chansons, Schlager sowie Sendungen, die sich klassischer Musik und Orchestermusik widmeten. Der Unterhaltungschef, A. C. Weiland, forderte seine Mitarbeiter auf, ein Programm für junge Leute zu entwickeln, die bisher noch nicht als Publikum angesprochen wurden. Wer genau die Idee zu Hallo Twen hatte, ist heute unbekannt. Manfred Sexauer konzipierte jedoch das Musikprogramm, das sich auf Beatmusik konzentrierte, aber auch andere Formen von Popmusik wie Rock & Roll, Folk und Rhythm & Blues vorsah. Sexauer brachte zu Beginn Singles aus seinem Privatbesitz mit. Hallo Twen ging erstmals am 4. Oktober 1965 auf Sendung.
Die 50-minütige Sendung wurde täglich von 18:10 bis 19 Uhr ausgestrahlt und hatte mehrere Themen. Zunächst montags, dann freitags wurde die Charts-Ausgabe gesendet, die unter dem Titel „Top Twelve“ zwölf Songs angesagter Beatbands umfasste. Mittwochs wurden aktuelle Singles aus dem Vereinigten Königreich (die sogenannte British Invasion) vorgestellt. Dazu gab es private Top-Tens.
Zusammen mit dem Saar-Jugendmagazin Crash wurde zum Wettbewerb um die „Beliebteste Beatband des Saarlands“ aufgerufen. Die Gewinner waren The Starfighters (1968), Blackbirds (1969) und The Ghost Riders (1970).
Insgesamt gab es mehr als 1500 Sendungen. Hallo Twen wurde 1973 im Rahmen einer Programmreform abgesetzt. Zu diesem Zeitpunkt war die Musik, die Sexauer spielte, bereits Bestandteil des regulären Programms geworden.

## Erfolg
SR 1 Europawelle wurde damals europaweit gesendet, was die Sendung rasch über die Grenzen des Saarlands hinaus bekannt machte. Sie zog viele Nachahmer mit sich. Eine Zeitlang galt sie als die bedeutendste und einflussreichste Musiksendung für junge Hörer Europas.
Allerdings regte sie auch die Kritik an. Viele Hörer beschwerten sich über die „Negermusik“. Auch von Seiten der Medien wurde die Sendung nicht nur positiv rezipiert. So berichtete das Nachrichtenmagazin Der Spiegel von einer zunehmenden Amerikanisierung des Hörfunks und nahm Hallo Twen als Beleg dafür.
Auch hinter dem Eisernen Vorhang war die Sendung populär. Bands wie Karat und die Puhdys traten in Kontakt mit Sexauer.